# Efferia auribarbis
Efferia auribarbis este o specie de muște din genul Efferia, familia Asilidae. A fost descrisă pentru prima dată de Christian Rudolph Wilhelm Wiedemann în anul 1821. Conform Catalogue of Life specia Efferia auribarbis nu are subspecii cunoscute.